# Vũ Luân
Vũ Luân (sinh ngày 17 tháng 12 năm 1972) là một nghệ sĩ cải lương danh tiếng tại Việt Nam. Anh được Nhà nước Việt Nam phong tặng danh hiệu Nghệ sĩ Ưu tú năm 2015.

## Cuộc đời và sự nghiệp
Anh tên thật là Lương Văn Bình, sinh ngày 17 tháng 12 năm 1972. Không như nhiều nghệ sĩ khác, anh xuất thân từ gia đình công nhân, cư ngụ lâu đời ở khu Bà Quẹo (thuộc quận Tân Bình, Thành phố Hồ Chí Minh). Anh là con áp út trong gia đình, thời thiếu niên thường làm may gia công, thỉnh thoảng theo người cậu làm thợ phụ sơn. Theo lời anh kể, mỗi khi nhận tiền công, bạn thợ rủ nhau đi hát với nhau, sau phát hiện anh có giọng ca hay nên khuyên anh đi học hát.
Được sự khuyến khích từ những người bạn và cả mẹ anh, anh bắt đầu theo học hát ở nghệ nhân Út Trọn, được ông khen ngợi là có năng khiếu đặc biệt. Nghiệp hát của anh được xem như bắt đầu từ năm 1985, tuy nhiên, do không có người giới thiệu và đỡ đầu trong sự nghiệp, anh đành chọn làm nghề đi hát ở các quán nghệ sĩ, đám cưới để kiếm thêm thu nhập. Trong một lần đi hát, anh được một thực khách đặc biệt chú ý, đó là nghệ sĩ Bạch Long. Bấy giờ, ông đang tổ chức và quản lý nhóm Đồng ấu Bạch Long, gồm các thiếu nhi là con em các nghệ sĩ của hai đoàn cải lương tuồng cổ đã giải thể là Huỳnh Long và Minh Tơ.
Năm 1992, anh được Bạch Long mời tham gia nhóm Đồng ấu Bạch Long, được đào tạo thêm về kỹ thuật hát và vũ đạo. Chính ông là người đặt cho anh nghệ danh Vũ Luân với lời giải thích "có nhiều nét giống Vũ Linh . Do nhóm thừa đào thiếu kép, nên hầu như anh được phân vai kép chính hát cặp với Trinh Trinh, Tú Sương, vốn là những các đào non sinh trưởng trong những gia đình nghệ sĩ lừng danh. Danh tiếng của anh bắt đầu được khán giả biết đến. Từ đó tên tuổi Vũ Luân ngày càng bật sáng, tiếng vang đến các tỉnh miền Tây, miền Đông Nam bộ. Và không ít đoàn lưu diễn đã mời Vũ Luân tăng cường, lúc anh vừa hơn 17 tuổi. 6 tháng theo nghề đã thành sao Sau 6 tháng khởi nghiệp ở sân khấu chuyên nghiệp đoàn CL đồng ấu Bạch Long, Vũ Luân chứng tỏ mình là một kép chánh nhiều triển vọng. Khán giả đến xem Vũ Luân diễn ngày một đông và tiếng lành đồn xa nên một số đoàn CL tỉnh như Đất Mũi, Châu Long, Hoa Anh Đào, Bông Sen,... mời Vũ Luân về diễn tăng cường với cát-sê 3 triệu đồng/đêm. Một con số kỷ lục cho một diễn viên trẻ chỉ mới 17 tuổi. Vì với đồng lương này thời giá lúc ấy (năm 1990) là xấp xỉ một lượng vàng. Thế nhưng các đoàn vẫn cứ tranh nhau mời Vũ Luân tăng cường vì anh hát rất có doanh thu nên họ đã đẩy giá anh lên 3,5 rồi 4 triệu/đêm. Tuy đã thành danh, là một ngôi sao trẻ nhưng không vì thế mà Vũ Luân xao nhãng với nghề. Sau hơn một năm hát tăng cường cho các đoàn tỉnh, kiếm được một số vốn, Vũ Luân quyết định về lại thành phố để rèn nghề, tạo đà thăng tiến về lâu về dài trên các sân khấu lớn có quy chuẩn và tầm cỡ hơn.
Ngày 18/7/2002: Lập đoàn xã hội hóa Nghệ sĩ Vũ Luân với các vở tuồng cổ: Lương Sơn Bá – Chúc Anh Đài, Xử Án Phi Giao, Võ Tắc Thiên – Thái Bình Công Chúa, Thanh Xà – Bạch Xà, Giang Sơn Mỹ Nhân, Lưu Kim Đính, Mai Trắng Se Duyên, Gánh Cải Trạng nguyên, Mạnh Lệ Quân, Xử Bá Đao Từ Hảo Thọ, Bao Công Xử Án Anh Em Song Sinh, Tứ Tử Đậu Tân Khoa, Tống Nhân Tôn Khóc Biệt Bàng Quý Phi, Thần Nữ Dâng Ngũ Linh Kỳ, Dương Gia Tướng, Thái Tử Đan Giả Gái, Ra Riêng Anh Cưới Em.
Ngày 10,11/5/2003: Nghệ sĩ Vũ Luân Tổ chức live show “Vươn Tới Tương Lai”.
Năm 2003: Nghệ sĩ Vũ Luân đạt Giải A băng đĩa nhạc toàn quốc với live show “Vươn Tới Tương Lai” • Ngày 21/4/2004: Nghệ sĩ Vũ Luân Đạt HCV giải diễn viên tài sắc với vai Từ Hải Thọ • Ngày 07/11/2004: Nghệ sĩ Vũ Luân Tổ chức live show “Nghệ sĩ Vũ Luân - Đồng Hành Cùng Niềm Tin” • Năm 2005: Nghệ sĩ cải lương Vũ Luân Đạt giải Mai Vàng với vai Từ Hải Thọ • Ngày 15/9/2007: Nghệ sĩ cải lương Vũ Luân Đạt giải diễn viên xuất sắc Trần Hữu Trang lần X với vai Lê Quyết • Ngày 20/10/2007: Nghệ sĩ cải lương Vũ Luân đạt giải A Tài Năng Trẻ với vai Lê Quyết • Năm 2007: Nghệ sĩ cải lương Vũ Luân đạt Giải Mai Vàng với vai Lê Quyết • Ngày 04/8/2007: Tổ chức live show “Nghệ sĩ Vũ Luân - Vầng Trăng Mẹ” • Ngày 09/01/2008: Tổ chức chương trình “Nghệ sĩ Vũ Luân – Tái Ngộ Xuân 2008” • Ngày 29/8/2008: Tổ chức live show “Chấp Cánh Ước Mơ” • Ngày 04/02/2009 •Cải Lương “Điểu Nhi Địa Ngục Môn” • Ngày 2009: Tổ chức chương trình “Nghệ sĩ Vũ Luân – Du Xuân Cùng Tứ Đại Mỹ Nhân”

## Các vai diễn nổi bật
- Lương sơn bá chúc anh đài
- Thất thủ cô tô thành
- Từ hải thọ

## Các danh hiệu, giải thưởng
- Nghệ sĩ Ưu tú (2015)
- Giải diễn viên tài sắc (2004)
- Giải Mai vàng (2004)
- Giải Diễn viên xuất sắc Trần Hữu Trang (2007)